# Dobrcz (jezioro)
Dobrcz – jezioro w woj. kujawsko-pomorskim, w powiecie bydgoskim, w gminie Dobrcz, leżące na terenie Wysoczyzny Świeckiej. Jezioro jest połączone ciekiem wodnym z jeziorem Kusowo.

## Dane morfometryczne
Powierzchnia zwierciadła wody według różnych źródeł wynosi od 30,2 ha do 32,5 ha.
Zwierciadło wody położone jest na wysokości 83,5 m n.p.m. Średnia głębokość jeziora wynosi 4,3 m lub 4,4 m, natomiast głębokość maksymalna 6,3 m.
W oparciu o badania przeprowadzone w 2005 roku wody jeziora zaliczono do wód pozaklasowych i III kategorii podatności na degradację.